# Gütenbach
Gütenbach es un municipio en el distrito de Selva Negra-Baar en Baden-Wurtemberg, Alemania, aproximadamente 30 km al este de Friburgo, justo al lado de Furtwangen.

## Puntos de interés
- Museo de la Aldea y de la Relojería Gütenbach
- Barranca del Teich